# زلزال آتشيه 2013
زلزال آتشيه 2013 هو زلزالٌ وقعَ في آتشيه في إندونيسيا بتاريخ 2 يوليو 2013.